# Julija Olegovna Szamojlova
Julija Olegovna Szamojlova (oroszul: Юлия Олеговна Самойлова, Uhta, 1989. április 7. –) orosz énekesnő. Ő képviselte Oroszországot a 2018-as Eurovíziós Dalfesztiválon, Lisszabonban I Won’t Break című dalával.

## Élete és pályafutása
Szamoljova Uhtában született Komiföldön, gyerekkora óta kerekesszékben él, gerinc eredetű izomsorvadás miatt. Énekesnői pályafutása szülővárosában kezdődött, ahol egy étteremben énekelt munkásoknak. 2013-ban az oroszországi Faktor A (az X Factor helyi változata) műsorában döntős volt, 2014-ben pedig a paralimpiai játékok nyitóünnepségén lépett fel. 2017-ben is ő képviselte volna Oroszországot az Ukrajnában rendezett Eurovíziós Dalfesztiválon, azonban az ukrán hatóságok nem engedték be az országba, mert az énekesnő 2015-ben fellépett az elcsatolt Krím-félszigeten, ami ukrán törvénybe ütközik.

## Diszkográfia
| Cím                                  | Év   | Album                         |
| ------------------------------------ | ---- | ----------------------------- |
| Flame Is Burning                     | 2017 | albumon nem szereplő kislemez |
| Jad (Яд)                             | 2017 | albumon nem szereplő kislemez |
| Vdrug rjadom drug (Вдруг рядом друг) | 2017 | albumon nem szereplő kislemez |
| I Won’t Break                        | 2018 | albumon nem szereplő kislemez |